# 竹腰正定
竹腰 正定（たけのこし まささだ（まさやす）、寛政3年（1791年） - 嘉永5年12月9日（1853年1月18日））は、尾張藩の附家老、美濃今尾藩の第8代当主。
第7代当主・睦群の長男。正室は三日市藩主・柳沢里之の娘。子は正富（長男）、娘（井上正域正室）、娘（安部信古正室）。官位は従五位下、山城守。
文化元年（1804年）10月26日、睦群の死去により、同年12月16日に14歳で跡を継ぐ。文化4年（1833年）10月、将軍の徳川家慶に初御目見し、12月に従五位下・山城守に叙任。文化10年（1839年）4月には尾張藩主・徳川斉朝の名代で江戸へ上る。天保8年（1837年）11月21日、病気のために家督を長男の正富に譲って隠居し出雲守に改め晴山と号した。嘉永5年（1852年）12月9日に62歳で死去した。法号は正定院殿朝散大夫聚徳晴山日円大居士。墓所は東京都港区虎ノ門の天徳寺。

## 系譜
父母
- 竹腰睦群（父）

正室
- 柳沢里之の娘

子女
- 竹腰正富（長男）
- 井上正域正室
- 安部信古正室